# Hamilton, Joe Frank & Reynolds
Hamilton, Joe Frank e Reynolds eram um trio de soft rock dos anos 70 de Los Angeles. Os membros originais eram Dan Hamilton (guitarra / vocal), Joe Frank Carollo (baixo / vocal) e Tommy Reynolds (multi-instrumentista / vocal), todos os quais tocaram anteriormente em The T-Bones, uma banda dos anos 1960 conhecida por o hit instrumental "No Matter What Shape (Your Stomach's In)".
O primeiro grupo chegou às paradas em 1971 com "Don't Pull Your Love". Reynolds deixou o grupo no final de 1972 e foi substituído pelo tecladista Alan Dennison, mas a banda manteve o nome "Hamilton, Joe Frank & Reynolds". Esta formação revisada realizou o maior sucesso do grupo, "Fallin 'in Love" de 1975.

## Início do grupo
Hamilton, Joe Frank e Reynolds se uniram como resultado do irmão de Hamilton, músico / ator Judd Hamilton, sendo convidado pelo produtor da Liberty Records, Joe Sareceno, para formar uma versão "ao vivo" do grupo de estúdio The T-Bones. Em novembro de 1965, Judd Hamilton concordou e pediu ao irmão Dan Hamilton para se juntar a ele na guitarra. Ambos trabalharam e foram orientados por The Ventures, que Saraceno também produziu na época. Uma vez que os irmãos Hamilton se tornaram oficialmente The T-Bones, eles completaram seu grupo inicial com três músicos de Los Angeles, George Dee (também conhecido como Arnold Rosenthal) no baixo, Richard Torres no teclado / sax, e o baterista Gene Pello.
Em 25 de junho de 2019, The New York Times Magazine listou o grupo em 38º lugar numa lista de centenas de artistas cujo material teria sido destruído no incêndio da Universal Pictures em 2008.

## Discografia

### Singles
- 1971: "Don't Pull Your Love"  (EUA #4, EUA CB #1; Canadá #1)
- 1971: "Annabella (EUA#46)
- 1971: "Daisy Mae (EUA#41)
- 1972: "One Good Woman"  (EUA #113)
- 1975: "Fallin' in Love" (EUA #1; Canadá #2; UK#33)
- 1975: "Winners and Losers" (EUA #21)
- 1976: "Everyday Without You" (EUA#62)
- 1976:  "Light Up the World with Sunshine" (EUA #67)
- 1976: "Don't Fight the Hands (That Need You)" (EUA #72)

### Álbuns
- 1971: Hamilton, Joe Frank & Reynolds (EUA #59)
- 1972: Hallway Symphony (EUA #191)
- 1975: Fallin' in Love (EUA #82)
- 1976: Love & Conversation

### Compilações
- 1995: Greatest Hits
- 2005: The Playboy Years